# Charlotte Amalie Skeel (1700-1763)
 Der er flere personer med dette navn, se Charlotte Amalie Skeel.
Charlotte Amalie Skeel (døbt 20. august 1700 i København, død 6. januar 1763 sammesteds) var en dansk adelsdame.
Hun var datter af Christen Skeel (1663-1709) og Charlotte Amalie von Plessen (1683-1760).
19. februar 1721 i København blev hun gift med Iver Rosenkrantz. 1750 blev hun Dame de l'union parfaite. Hun fødte seks børn, hvoraf Birte Rosenkrantz og Frederik Christian Rosenkrantz nåede voksenalderen.
Charlotte Amalie Skeel blev i 1734 centrum for en hofskandale. Skønt hun ikke mere var helt ung og havde født fem børn, var hun stadig ombejlet af flere kavalerer. En kaptajn Ahlefeldt havde længe gjort hende sin opvartning, men da han kom på uventet besøg i hendes kammer fandt han den unge greve Frederik Conrad Holstein der. Ahlefeldt blev rasende, trak sin kårde og sårede Holstein i hovedet. Charlotte Amalie Skeel fik dog sine tjenere til at adskille kamphanerne, og i første omgang tav hun om affæren. Men skandalen kunne ikke undgå at komme frem. Ahlefeldt blev forvist fra hoffet, og få at undgå samme skæbne, måtte Charlotte Amalie skrive et ydmygt brev til kongen og bede om tilgivelse. Iver Rosenkrantz tilgav straks sin hustru, og det var ham, der gik den tunge gang til kongen med brevet.